# Erwin Fues

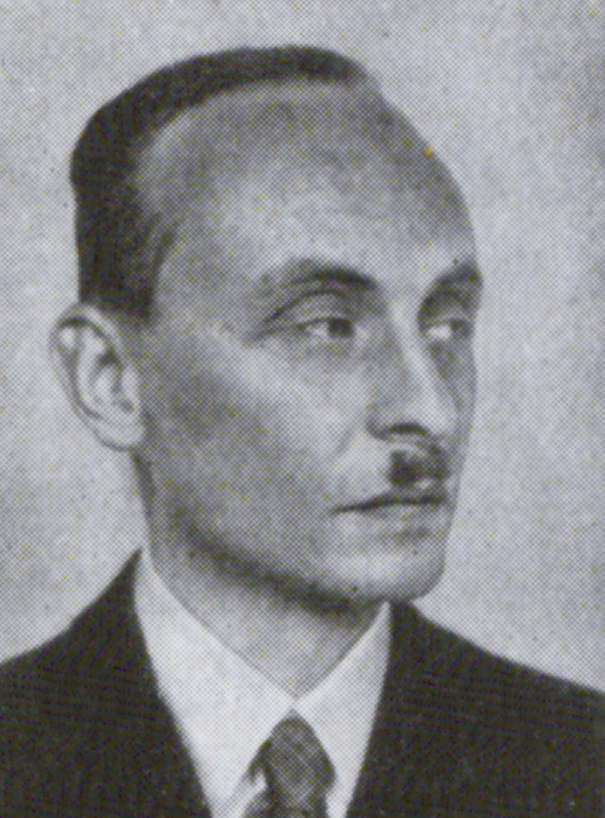
Erwin Fues, um 1931

Erwin Richard Fues (* 17. Januar 1893 in Stuttgart; † 17. Januar 1970 in Freudenstadt) war ein deutscher theoretischer Physiker. Von 1951 bis 1953 war er Rektor der TH Stuttgart sowie 1953 Präsident der Westdeutschen Rektorenkonferenz.

## Leben
1919 wurde er mit der Arbeit Vergleich zwischen den Funkenspektren der Erdalkalien und den Bogenspektren der Alkalien bei Arnold Sommerfeld an der Ludwig-Maximilians-Universität München promoviert.
1922 wurde er Assistent, 1924 Privatdozent für theoretische Physik an der Technischen Hochschule Stuttgart, wo er 1927 einen Lehrauftrag für Atomtheorie erhielt. 1928 wechselte er an die Technische Hochschule Karlsruhe.
Fues war von 1929 bis 1934 ordentlicher Professor an der Technischen Hochschule Hannover, von 1934 bis 1943 an der Universität Breslau und der Technischen Hochschule Breslau. Ab 1943 war er ordentlicher Professor der Theoretischen Physik an der Universität Wien. Im November 1933 unterzeichnete er das Bekenntnis der deutschen Professoren zu Adolf Hitler und war seit 1940 "Förderer" des Nationalsozialistischen Fliegerkorps. Im Jahr 1943 wurde er zum Mitglied der Leopoldina gewählt und 1944 zum korrespondierenden Mitglied der Österreichischen Akademie der Wissenschaften. Nach Kriegsende wurde er von der Universität Wien außer Dienst gestellt.
1947 wurde er gemeinsam mit Ulrich Dehlinger (1901–1981) Direktor des Instituts für Theoretische und Angewandte Physik an der Technischen Hochschule Stuttgart. Das Institut hatte zwei Lehrstühle und entstand durch Umwandlung des Lehrstuhls für Technische Physik, den Paul Peter Ewald innehatte. Dehlinger wurde als Ewalds Nachfolger als Professor für Theoretische Physik. Auf den zweiten, neu gegründeten Lehrstuhl kam Fues. 1958 wurde er zum ordentlichen Mitglied der Heidelberger Akademie der Wissenschaften gewählt. 1960 kam Hermann Haken als Nachfolger auf den Lehrstuhl von Fues.

## Veröffentlichungen
- Vergleich zwischen den Funkensprektren der Erdalkalien und den Bogenspektren der Alkalien (= Annalen der Physik, Band 63), J. A. Barth, Leipzig 1920, DNB 363933263 (Philosophische Dissertation Universität München 1919, 27 Seiten, 8°).
- Einführung in die Quantenmechanik (= Sonderausgabe aus Handbuch der Experimentalphysik. Ergänzungswerk, Band 2). Akademische Verlagsgesellschaft, Leipzig 1935, OCLC 233926437.